# Jo Boss
Jo Boss (Eygelshoven, 1947) is een voormalig Nederlands voetbalscheidsrechter die van 1980 tot 1982 in de Eredivisie floot. In 1981 promoveerde hij naar de A-lijst van de KNVB. In 1983 stopte hij om gezondheidsredenen met het fluiten in het betaald voetbal.